# Jeff Mayweather
Jeff Mayweather, soprannominato Jazzy (Grand Rapids, 4 luglio 1964), è un ex pugile statunitense.

## Biografia
Attivo negli anni novanta, è stato detentore del titolo IBO nella categoria pesi superpiuma, battendo John Roby il 21 aprile 1994, difendendolo successivamente due volte.